# 常陸宍戸藩
常陸宍戸藩（ひたちししどはん）は、常陸国茨城郡宍戸（現在の茨城県笠間市平町）に存在した藩。藩庁は宍戸陣屋に置かれた。

## 藩史
慶長7年（1602年）、出羽秋田より秋田実季が5万石で入ったことにより立藩した。寛永7年（1630年）9月、実季は罪を得て幕命により伊勢国朝熊に流され、家督は子の俊季が継いだ。正保2年（1645年）7月、俊季は陸奥国三春藩に転封となり、その後の宍戸は幕府領、水戸藩領となった。
天和2年（1682年）2月、水戸藩主徳川光圀は、弟の松平頼雄に1万石を分与して新たに立藩させた。6代藩主頼敬の頃から財政の窮乏化、天災による農村の荒廃が相次ぎ、藩は北陸などから逃散した百姓の入植を奨励したが、不徹底だったため改革は失敗し、天保年間には窮した百姓が水戸藩に対して救援を求める越訴を起こした。
8代藩主頼位は水戸藩主徳川斉昭に同調して、軍事改革など藩政改革を行なっている。天狗党の乱では、9代藩主頼徳は幕命により鎮圧に当たったが失敗した。その後、天狗党に同情的であったことを幕府から追及され、元治元年（1864年）10月、頼徳は切腹を命じられて宍戸藩は改易された。
その後、宍戸は幕府の関東取締出役5名が支配する幕府領となったが、慶応4年（1868年）2月、朝廷の計らいにより先代頼位（頼徳の父）の再襲が認められて再び立藩した。明治2年（1869年）、版籍奉還で頼位は知藩事となり、明治4年（1871年）の廃藩置県によって廃藩、宍戸県となった。
松平氏は参勤交代せず江戸に定住する定府制であったため、宍戸において際立った治績は見られない。宍戸における政務としては陣屋を構えて年貢を取り立てるのみで、実質的な藩政は本藩である水戸藩によって執り行なわれていた。

## 歴代藩主

### 秋田家
5万石 外様
1. 秋田実季（さねすえ） 従五位下・秋田城介 【慶長7年藩主就任 - 寛永7年9月強制隠居の上、流罪】
2. 秋田俊季（としすえ） 従五位下・伊豆守 【寛永8年藩主就任 - 正保2年7月10日移封、廃藩】

### 幕府領・水戸藩領
- 正保2年7月10日 - 天和2年2月10日

### 宍戸松平家
1万石 親藩 御連枝
1. 松平頼雄　水戸藩主徳川頼房の七男、従五位下・大炊頭
2. 松平頼道　頼雄の兄 松平頼利の子、頼雄の養子、従五位下・筑後守
3. 松平頼慶　頼道の長男、従五位下・靱負佐
4. 松平頼多　頼慶の長男、従五位下・淡路守、大炊頭
5. 松平頼救　水戸藩主徳川宗翰の六男、頼多の養子、従五位下・大炊頭
6. 松平頼敬　頼救の長男、従五位下・靱負佐
7. 松平頼筠　水戸藩主徳川治紀の四男、頼敬の養子、従五位下・大炊頭、主税頭
8. 松平頼位　頼救の四男、松平頼善の養子、従五位下・主税頭
9. 松平頼徳　頼位の長男、従五位下・大炊頭、天狗党の乱の鎮定失敗の責めにより自刃

- 幕府領：元治元年10月1日 - 慶応4年2月

1. 松平頼位（再任）

## 幕末の領地
- 常陸国
  - 茨城郡のうち - 27村